# 加倉井実
加倉井 実（かくらい みのる、1934年6月29日 - 1998年6月23日）は、茨城県水戸市出身のプロ野球選手。ポジションは外野手。

## 来歴・人物
水戸商業高校では高校同期の豊田泰光らとともにクリーンアップを組み、一塁手・三番打者として活躍、控え投手としても起用される。1951年秋季関東大会県予選は決勝で竜ヶ崎一高に敗退。1952年の春季関東大会では準決勝に進み、エース衆樹資宏を擁する湘南高と延長15回の熱戦の末にサヨナラ負けを喫する。同年の夏の甲子園に出場。1回戦で都留高のエース矢頭高雄を打ち崩し2回戦に進むが、成田高に敗退。この試合ではエース高畑正盛（富士重工）をリリーフして甲子園初登板を果たす。
1953年に読売ジャイアンツへ入団。第2期黄金時代の巨人にあって出番に恵まれなかったが、1955年に一軍に定着し5月から13試合に先発出場。同年の南海との日本シリーズでは1勝3敗で迎えた第5戦に捕手の藤尾茂とともに先発に抜擢される。加倉井は七番左翼手として起用されて小畑正治から適時二塁打を放ったのをきっかけに、シリーズで打率.455を記録し、巨人の逆転日本一に大きく貢献した。翌1956年には左翼手として51試合に先発出場、うち15試合は三番打者として起用され、9本塁打、29打点のキャリアハイの成績を残した。しかし、外野の守備練習中に宮本敏雄と衝突して負傷、これがもとで膝に水が溜まるようになり、1957年以降は坂崎一彦の台頭もあって出場機会が減少する。1959年岩本堯が大洋に放出されたことから、加倉井は81試合に出場するが、打率.174の低打率に苦しんだ。
同年オフに竹下光郎・十時啓視らとともに巨人時代のチームメイトの千葉茂が監督を務めていた近鉄バファローへ移籍。1961年には中堅手として45試合に先発、6本塁打を放つも打率.170と低迷、同年限りで千葉とともに退団した。
引退後は水戸に戻り下宿屋を営んでいた。高校の後輩である大久保博元が下宿していたことがある。

## 評価
高校時代のチームメイトであった豊田泰光が西鉄ライオンズですぐにレギュラー・主力打者となり活躍した一方で、加倉井は巨人の豊富な外野陣の壁に阻まれ控えに甘んじた。しかし、加倉井には打っても守っても走っても天才を想わせる鋭さがあり、素質は加倉井の方が遙かに上だったとの評価がある。また、当時ナイターが増加していた時期だったが、加倉井は夜盲症であったため、これも大成できなかった原因とも評された（千葉茂）。

## 人物
水戸っぽらしく男性的な雰囲気で、丹前を着こんで新丸子にあった花街をのし歩いている姿はなかなか貫禄があった。ゲテモノを好み、渋谷に飲みに行くと焼鳥屋で鶏のとさかの酢漬けを好んで食べていたという。

## 詳細情報

### 年度別打撃成績
| 年 度     | 球 団     | 試 合 | 打 席 | 打 数 | 得 点 | 安 打 | 二 塁 打 | 三 塁 打 | 本 塁 打 | 塁 打 | 打 点 | 盗 塁 | 盗 塁 死 | 犠 打 | 犠 飛 | 四 球 | 敬 遠 | 死 球 | 三 振 | 併 殺 打 | 打 率 | 出 塁 率 | 長 打 率 | O P S |
| --------- | --------- | ----- | ----- | ----- | ----- | ----- | -------- | -------- | -------- | ----- | ----- | ----- | -------- | ----- | ----- | ----- | ----- | ----- | ----- | -------- | ----- | -------- | -------- | ----- |
| 1954      | 巨人      | 5     | 11    | 11    | 1     | 3     | 0        | 0        | 0        | 3     | 0     | 0     | 0        | 0     | 0     | 0     | --    | 0     | 1     | 0        | .273  | .273     | .273     | .545  |
| 1955      | 巨人      | 72    | 84    | 76    | 11    | 13    | 4        | 2        | 0        | 21    | 10    | 3     | 2        | 0     | 0     | 8     | 0     | 0     | 21    | 2        | .171  | .250     | .276     | .526  |
| 1956      | 巨人      | 110   | 269   | 246   | 35    | 54    | 11       | 3        | 9        | 98    | 29    | 10    | 3        | 1     | 1     | 18    | 0     | 3     | 41    | 3        | .220  | .281     | .398     | .679  |
| 1957      | 巨人      | 13    | 23    | 21    | 0     | 3     | 2        | 0        | 0        | 5     | 0     | 0     | 0        | 0     | 0     | 2     | 0     | 0     | 1     | 0        | .143  | .217     | .238     | .455  |
| 1958      | 巨人      | 35    | 77    | 67    | 7     | 10    | 1        | 0        | 0        | 11    | 5     | 3     | 1        | 0     | 1     | 7     | 0     | 2     | 17    | 2        | .149  | .250     | .164     | .414  |
| 1959      | 巨人      | 81    | 135   | 115   | 16    | 20    | 1        | 1        | 1        | 26    | 17    | 8     | 2        | 2     | 3     | 13    | 0     | 2     | 38    | 3        | .174  | .269     | .226     | .495  |
| 1960      | 近鉄      | 34    | 74    | 71    | 9     | 10    | 4        | 0        | 1        | 17    | 4     | 1     | 0        | 2     | 1     | 0     | 0     | 0     | 28    | 0        | .141  | .141     | .239     | .380  |
| 1961      | 近鉄      | 93    | 177   | 159   | 16    | 27    | 2        | 1        | 6        | 49    | 12    | 3     | 0        | 8     | 0     | 9     | 1     | 1     | 52    | 0        | .170  | .219     | .308     | .527  |
| 通算：8年 | 通算：8年 | 443   | 850   | 766   | 95    | 140   | 25       | 7        | 17       | 230   | 77    | 28    | 8        | 13    | 6     | 57    | 1     | 8     | 199   | 10       | .183  | .247     | .300     | .547  |

### 背番号
- 52 （1953年 - 1954年）
- 22 （1955年 - 1958年）
- 6 （1959年）
- 28 （1960年 - 1961年）